# Miróforas

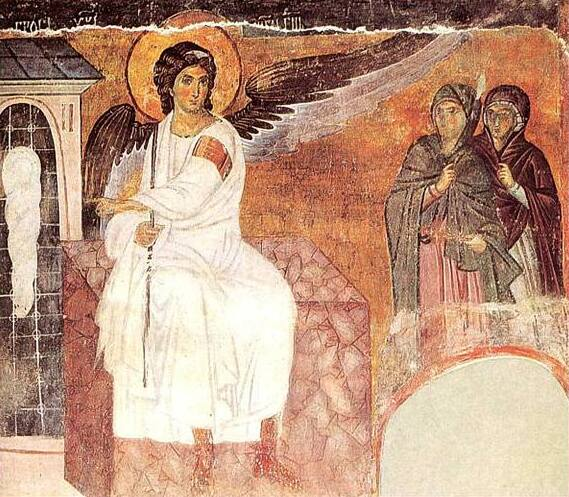
Miróforas sobre la tumba de Cristo, c. 1235 d.C., Mileševa monasterio de Serbia.

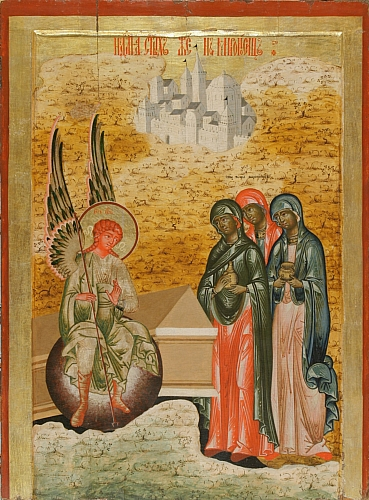
Icono ortodoxo oriental de las Mujeres Miróforas en el Santo Sepulcro (Kizhi, Rusia,).

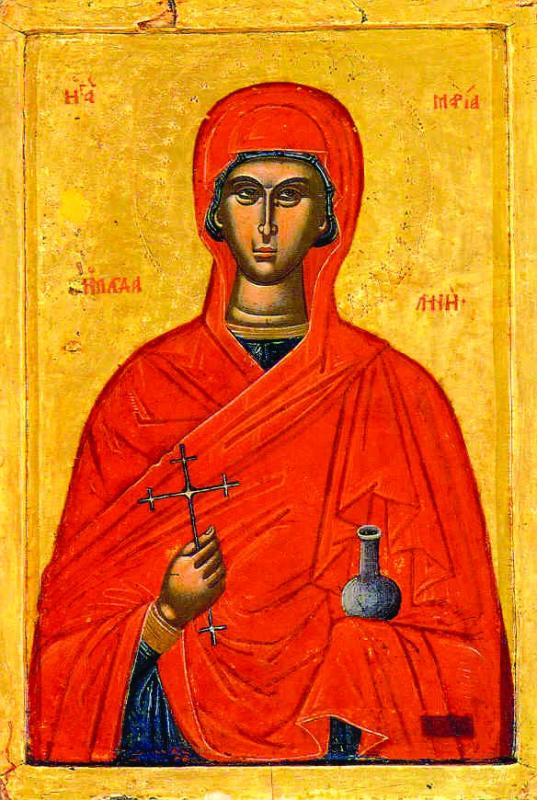
Icono de María Magdalena como Mirófora.

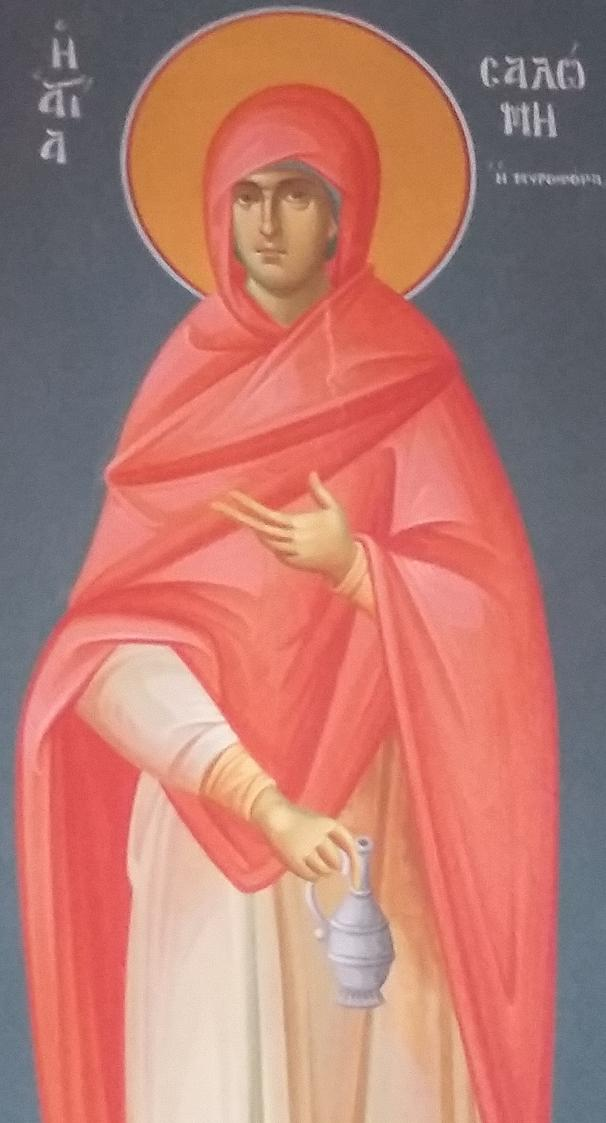
Hagiografía, fresco, de Santa Salomé la mirófora de la Iglesia ortodoxa griega.

En la tradición cristiana ortodoxa las Miróforas (en griego: Μυροφόροι, en latín: Myrophorae; en eslavo eclesiástico: Жены́-мѷроно́сицы; en rumano: mironosiţe) son las mujeres mencionadas en el Nuevo Testamento que estuvieron directamente implicadas en el entierro o que descubrieron la tumba vacía que siguió a la Resurrección de Jesús. El término tradicionalmente se refiere a las mujeres que llevaban mirra a la tumba de Cristo por la mañana temprano y lo encontraron vacío. En el cristianismo Occidental, se emplean normalmente los términos las dos mujeres en la tumba, las Tres Marías e incluso otras variantes (Mateo 27:55-56,27:60-61,28:1-10, Marcos 15:40-16:11, Lucas 23:50–24:10, Juan 20:1-18). A veces también se incluyen a José de Arimatea (Juan 19:38) y Nicodemo, quién bajó el cuerpo de Jesús de la cruz, lo embalsamó con mirra y aloe, lo envolvió en lino limpio, y lo colocó en una tumba nueva (Mateo 27:57-60,Juan 19:39–42). Si se incluyen a estas personas el término empleado en español debe ser, por concordancia gramatical, el de miróforos.

## Narración Evangélica
Las mujeres siguieron a Jesús durante su ministerio terrenal en Galilea, y proveyeron con sus propios medios tanto a Él como a sus seguidores (Marcos 15:41). Permanecieron fieles a Jesús incluso durante los momentos más peligrosos de su arresto y ejecución, y no sólo estuvieron de pie a su lado junto a la cruz, sino que le acompañaron en su entierro, observando el sitio donde estaba la tumba. Debido a que era inminente el comienzo del sábado, fue necesario que los preparativos del entierro fueran breves. La costumbre judía de aquel tiempo dictaba que los deudos regresaran a la tumba cada día durante los tres días siguientes.  Una vez que el sábado hubo pasado, las mujeres regresaron lo más pronto posible, llevando mirra para amortajar el cuerpo. Fue al llegar este momento que la Resurrección les fue revelada, y fueron encargadas de decírselo a los Apóstoles. Fueron, en efecto, los apóstoles de los Apóstoles. Por esta razón, las mujeres miróforas, especialmente María Magdalena son, a veces, llamadas con el título "Igual a los Apóstoles."
José de Arimatea era un discípulo de Jesús, pero en secreto (Juan  19:38). Fue a ver a Poncio Pilato y reclamó el cuerpo de Jesús y, junto con Nicodemo, preparó deprisa el cuerpo para el entierro. Donó su nueva tumba para el entierro. Natural de Arimatea, era aparentemente un hombre rico, y probablemente un miembro del Sanedrín (que es la forma que en griego bíblico, bouleutēs —literalmente, consejero— se refieren a él en Mateo  27:57 y Lucas  23:50). José era un honorable consejero, quién esperaba (o buscaba) el reino de Dios (Marcos  15:43). Lucas le describe como un hombre bueno, y justo (Lucas 23:50).
Nicodemo (griego: Νικόδημος) era un Fariseo y también miembro del Sanedrín, a quien se menciona pronto en el Evangelio de Juan, cuando visita a Jesús para escuchar sus enseñanzas, pero va de noche por miedo (Juan 3:1–21).  Es mencionado otra vez cuando declara la enseñanza de la Ley de Moisés respecto del arresto de Jesús durante la Fiesta de los tabernáculos (Juan 7:45–51).  Es por último mencionado siguiendo la Crucifixión, cuando él y José de Arimatea prepararon el cuerpo de Jesús para el entierro (Juan  19:39–42).  Hay un apócrifo titulado el Evangelio de Nicodemo que pretende estar escrito por él.

## Nombres de las Miróforas
La lista tradicional de Miróforas es:
- María Magdalena.
- María de Cleofás (quizás la misma María, madre de Santiago el Menor).
- Salomé, la madre de Santiago el Mayor y Juan, los hijos de Zebedeo.
- Juana de Cusa, el intendente de Herodes Antipas.

La tradición ortodoxa también incluyen a:
- Susana.
- Marta de Betania.
- María de Betania.

A veces se consideran miróforos:
- José de Arimatea.
- Nicodemo.

## Referencias litúrgicas

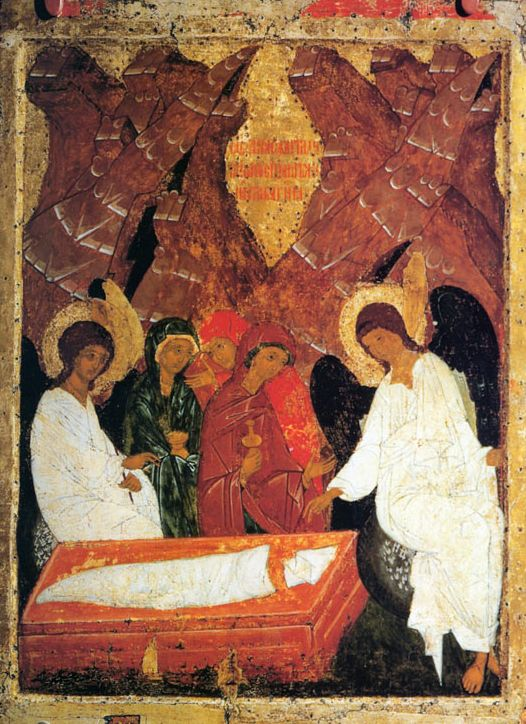
El icono utilizado en el domingo de Miróforas. Las dos Marías están en el centro con dos ángeles en el otro lado, en primer plano está el Santo Sepulcro con el sudario y un paño.